# 锡城街道
锡城街道，原为锡城镇，是中华人民共和国云南省红河哈尼族彝族自治州个旧市下辖的一个乡镇级行政单位。
2021年2月22日，云南省人民政府批复同意锡城镇撤镇设街道，3月30日正式成立。

## 行政区划
锡城街道下辖以下地区：
锡城社区、杨家田社区、阳山社区、新寨社区、跃进社区、三角地社区、戈贾社区、芹菜塘社区、水塘寨社区、绿海社区。